# Копанище
Копанище (рос. Копанище) — село у Лискинському районі Воронезької області Російської Федерації.
Населення становить 880 осіб. Входить до складу муніципального утворення Копанищенське сільське поселення.

## Історія
Населений пункт розташований у межах українського етнічного та культурного регіону Східної Слобожанщини. До Перших визвольних змагань належав до Воронезької губернії.
Від 1928 року належить до Лискинського району, спочатку в складі Центрально-Чорноземної області, а від 1934 року — Воронезької області.
Згідно із законом від 15 жовтня 2004 року входить до складу муніципального утворення Копанищенське сільське поселення.

## Населення
| 2010 | 2012 | 2013 | 2014 | 2015 | 2016 | 2017 |
| ---- | ---- | ---- | ---- | ---- | ---- | ---- |
| 958  | ↘934 | ↘909 | ↘891 | ↗893 | ↘891 | ↗893 |
| 2018 |      |      |      |      |      |      |
| ↘880 |      |      |      |      |      |      |